# Kryniczno (Trzebnica)
Pour l’article homonyme, voir Kryniczno (Środa Śląska).
Kryniczno est une localité polonaise de la gmina de Wisznia Mała, située dans le powiat de Trzebnica en voïvodie de Basse-Silésie.